# Audax Club Sportivo Italiano
L'Audax Club Sportivo Italiano és un club de futbol xilè de la ciutat de Santiago de Xile.

## Història
El club va ser fundat el 30 de novembre de 1910 per membres de la colònia italiana amb el nom d'Audax Club Ciclista Italiano. Disputa els seus partits a l'estadi Municipal de La Florida, que té capacitat per a 8.500 espectadors.

## Palmarès
- 4 Lliga xilena de futbol: 1936, 1946, 1948, 1957
- 1 Campionat d'obertura xilè: 1941

## Jugadors destacats
- Claudio Borghi
- Salvador Cabañas
- Alejandro Carrasco
- Eduardo Fournier
- Pablo Lenci
- Carlos Reinoso
- Pedro Reyes
- Humberto Suazo
- Rafael Olarra
- Carlos Vidal